# De drie beste dingen in het leven
De drie beste dingen in het leven is een Nederlandse film uit 1992 van Ger Poppelaars. De film is gebaseerd op een scenario van Poppelaars zelf en heeft als internationale titel The Three Best Things in Life. Deze film was het bioscoopfilmdebuut van Poppelaars.
Poppelaars kreeg het idee voor deze film begin jaren 80 na een bezoek aan een restaurant in Amsterdam waar vooral gasten kwamen die niet geslaagd waren in hun carrière en persoonlijke leven. In 1984 schreef hij een eerste versie van het verhaal, met in de hoofdrol een man die in Amsterdam aankomt, wordt beroofd, en daarna mensen ontmoet die aan de onderkant van de maatschappij verkeren. In volgende versies wijzigde Poppelaars dit in een violiste die twee jongens ontmoet. Zijn script werd enkele malen afgewezen, totdat producent René Scholten positief reageerde.
De film werd opgenomen op diverse locaties, waaronder het toen leegstaande landhuis Casparus in Weesp. Ook werd er gewerkt in Parijs, Amsterdam en Rome. De opnamen op het Campo de' Fiori in Rome vonden plaats vlak bij het Largo di Pallaro waar scenarioschrijver Ger Poppelaars in de jaren tachtig het allereerste idee kreeg voor deze film. De opnamen vonden plaats van april tot juni 1992.
Actrice Loes Wouterson kreeg twee maanden vioolles, maar de vioolpartij van Sacha werd gespeeld door de Nederlandse violiste Vera Beths. Acteur Victor Löw leerde voor deze film drummen.
De film was in september 1992 de openingsfilm van het Nederlands Film Festival in Utrecht, en kreeg in december 1992 haar Nederlandse bioscooppremière. De film werd op vele buitenlandse festivals vertoond en bekroond en werd door twaalf landen aangekocht. Victor Löw werd voor zijn rol van Caspar genomineerd voor een Gouden Kalf voor beste acteur.

## Verhaal
De talentvolle violiste Sacha van Eden vertrekt uit Parijs om haar vriend Ben in Amsterdam te verblijden met het nieuws dat ze zwanger van hem is. Hij is echter niet thuis. Wanneer ze een plaats voor de nacht probeert te vinden, wordt ze beroofd en staat Sacha er helemaal alleen voor. Gelukkig kan ze onderdak vinden bij Caspar en Maarten, twee jongens aan de zelfkant van de maatschappij, die hebben besloten om zich vast te houden aan de illusie dat er slechts drie dingen de moeite waard zijn: Rome, de saxofoon van John Coltrane, en een schildpad in Artis. Ze trekken een paar dagen met elkaar op en Sacha leert van Caspar en Maarten wat 'de drie beste dingen in het leven' zijn. 

## Rolverdeling
| Acteur                   | Personage      |
| ------------------------ | -------------- |
| Loes Wouterson           | Sacha van Eden |
| Victor Löw               | Caspar         |
| Jack Wouterse            | Maarten        |
| Pierre Bokma             | Ben de Kadt    |
| Gerard Thoolen           | Otto           |
| Gijs Scholten van Aschat | Thomas         |
| Michel Van Dousselaere   | Jawek          |
| Eric van der Donk        | Vader          |
| Adrian Brine             | Man in Hotel   |